# Émile Bachelet
Pour les articles homonymes, voir Bachelet.
Émile Bachelet, né le 30 janvier 1863 à Nanterre et mort le 2 mai 1946 à Poughkeepsie (New York), est un inventeur franco-américain. Il est le fils d'Henri Bachelet ; il émigre aux États-Unis en 1883 et acquiert la citoyenneté américaine en 1889.

## Expérimentations dans le domaine du magnétisme
Durant les années 1880 il travaille aux États-Unis comme électricien. Il s'initie d'abord à l'étude des champs magnétiques dans le domaine thérapeutique, notamment chez les patients arthritiques, Par la suite, il se met à expérimenter les fonctions du magnétisme. Dans les années 1890, il exploite commercialement des dispositifs médicaux pour lesquels il a obtenu plusieurs brevets.

## Invention du train à sustentation magnétique

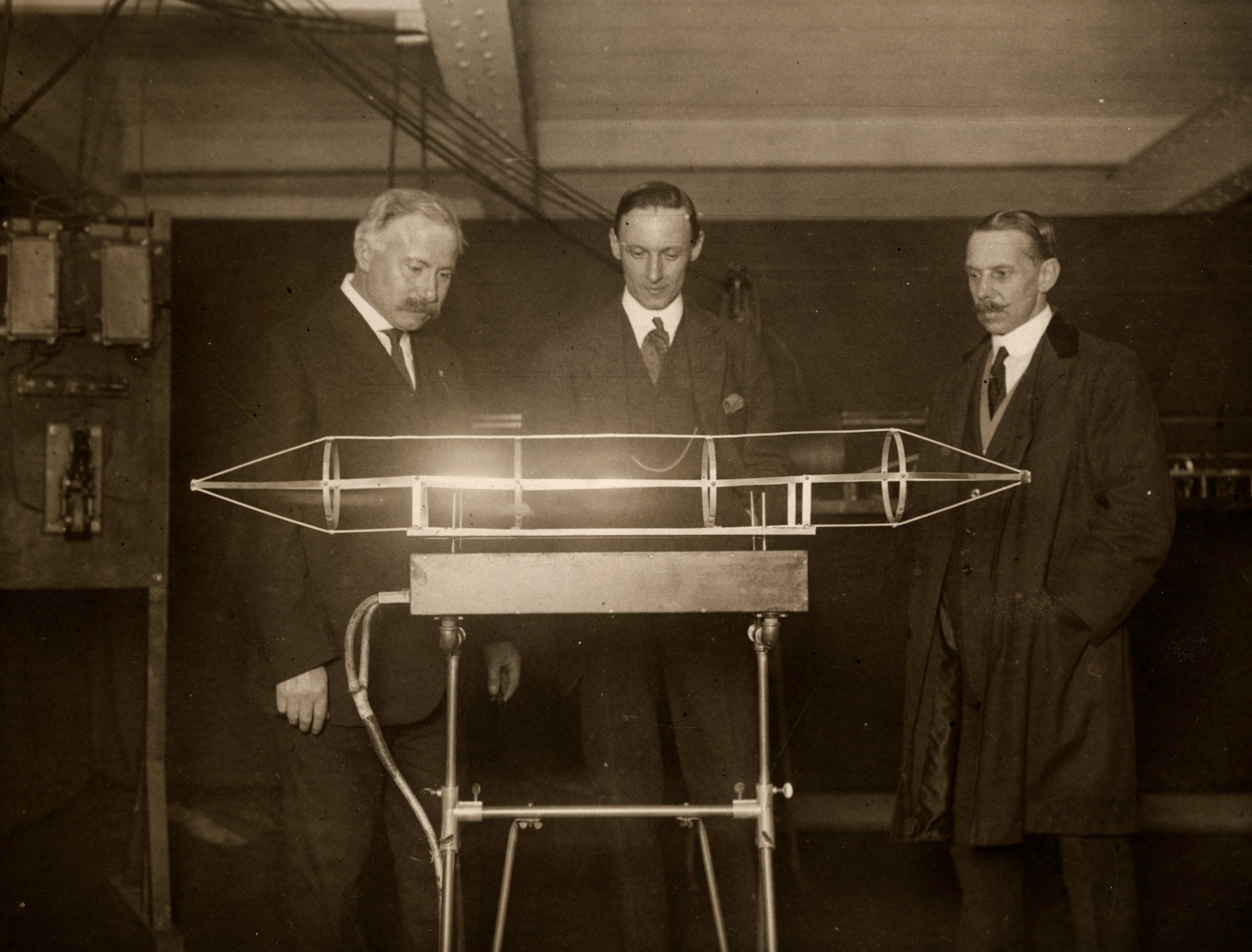
Émile Bachelet (à gauche de l'image) devant sa maquette d'un train à sustentation magnétique, 1914

Le 19 mars 1912, il obtient un brevet pour son « appareil de transmission par lévitation », destiné à acheminer le courrier et les petits colis sur un convoi qui lévitait au-dessus d'une piste pourvue d'aimants. Bachelet décrit alors comment disposer des aimants le long d'une voie et sur un véhicule, et comment les exciter périodiquement pour créer des champs magnétiques et faire se déplacer le véhicule le long de la voie. Un premier champ magnétique fait léviter le véhicule, constitué d'un métal non magnétique mais équipé de ses propres aimants sensibles au champ magnétique de la voie. Le véhicule se maintient alors au-dessus de la voie, sans contact avec elle, et peut être propulsé sans aucun frottement. Un autre champ magnétique est activé pour faire se déplacer le véhicule en utilisant la répulsion (pour le pousser dans un sens) et l'attraction (pour l'attirer dans ce même sens). Un troisième champ magnétique guide le véhicule le long de la voie.
En 1914, il présente un démonstrateur dans une exposition à Londres, aujourd'hui considéré comme le premier exemple de train à sustentation magnétique au monde. La vitesse atteinte par le véhicule était de l'ordre de 480 km/h. Les savants et les exploitants ferroviaires affluent alors du monde entier pour voir ce démonstrateur. La presse parle de "train volant".
Winston Churchill, ayant assisté à une présentation de ce démonstrateur, déclara que c'était la chose la plus merveilleuse qu'il ait jamais vue,,.
La réussite de ce prototype à Londres permit à Bachelet de financer ses recherches jusqu'à sa mort en 1946.
Bachelet était probablement trop en avance sur son temps, à une époque où la traction électrique ferroviaire n'en était qu'à ses débuts. De plus, le système de son invention nécessite la construction d'un réseau spécifique.
Néanmoins, Bachelet a sans aucun doute été un précurseur fondamental des technologies des trains à lévitation électromagnétique modernes, tels que le Transrapid de Shanghai ou le Linimo d'Aichi au Japon.